# Actipan de Morelos
Actipan de Morelos es una localidad del estado mexicano de Puebla. Es parte del municipio de Acatzingo.

## Toponimia
El nombre «Actipan» proviene de los términos en náhuatl atl, agua; ticpac, encima. Su significado es «encima del agua». El nombre «Morelos» hace referencia a José María Morelos, prócer de la independencia de México.

## Demografía
| Gráfica de evolución demográfica |
|                                  |

| Censo | Población |
| ----- | --------- |
| 1900  | 1 467     |
| 1910  | 1 615     |
| 1921  | 1 315     |
| 1930  | 1 476     |
| 1940  | 1 762     |
| 1950  | 1 983     |
| 1960  | 2 400     |
| 1970  | 2 965     |
| 1980  | 3 774     |
| 1990  | 4 328     |
| 1995  | 5 015     |
| 2000  | 5 549     |
| 2005  | 6 427     |
| 2010  | 7 144     |
| 2020  | 8 212     |